# Dayi (köping i Kina, Sichuan)
Dayi (kinesiska: 大仪镇, 大仪) är en köping i Kina. Den ligger i provinsen Sichuan, i den sydvästra delen av landet, omkring 230 kilometer nordost om provinshuvudstaden Chengdu. Antalet invånare är 14 285. Befolkningen består av 6 984 kvinnor och 7 301 män. Barn under 15 år utgör 17,0 %, vuxna 15-64 år 69 %, och äldre över 65 år 13,0 %.
Genomsnittlig årsnederbörd är 1 410 millimeter. Den regnigaste månaden är juli, med i genomsnitt 291 mm nederbörd, och den torraste är december, med 4 mm nederbörd.